# Серетсе Хама
Сер Серетсе Хама (енгл. Seretse Khama; 1. јул 1921 — 13. јул 1980) био је политичар и први председник независне Боцване од 1966. године до своје смрти 1980. године.

## Биографија
Рођен је 1921. године, као припадник народа Бамангвато, у месту Серове. Деда му је био Хама III, поглавица тог племена (једног од осам главних у Боцвани). Његово име Серетсе значи глина која спаја, јер је успео помирити оца и деду. Чином помирења осигурао си је успон на власт, али како је постао владар са само 4 године, ујак је био његов регент и чувар. Отац му је умро 1925. године.
Образовање је већином стицао по јужноафричким интернатима, а касније је дипломирао на једном колеџу. Након што је дипломирао 1944. године, отишао је у иностранство (Уједињено Краљевство) где даље наставља студиј, желећи да постане адвокат. Тамо се 1947. године и оженио белкињом, Рут Вилијамс, након годину дана удварања, што се није нимало свидело апартхејдском режиму у Јужној Африци. Склопивши међурасни брак, замерио се споственом народу, који је почео да преиспитује његову способност и подобност владања над племеном. Ујак је чак захтевао поништење брака и Серетсин повратак кући. Он се вратио кући и серијом јавних састанака (кготлас) објаснио старешинама племена да је способан да буде
краљ.
Када су му британске колонијалне власти забраниле повратак у земљу (бојећи се да не изгубе јефтине сировине из ЈАР-а), у његову одбрану устали су националисти, комунисти и групе за људска права широм света. Вративши се у домовину, постаје веома активан у политици, посебно након што је основао националистичку Демократску странку Бечуаналанда, која се данас зове Демократска странка Боцване. С њом је победио на демократским изборима 1966. и на положају председника остао до своје преране смрти. Године 1960. био му је дијагностикован дијабетес.
За постизање независности Боцване, краљица Елизабета II дала му је титулу Сер.
Независна Боцвана била је једна од најсиромашнијих земаља света. Приходи од пореза нису били довољни за трошкове власти односно управе, па се Боцвана задужила код Велике Британије. Многи су сматрали да ће Боцвана постати сателитска земља Јужне Африке или Јужне Родезије (данашњи Зимбабве). Сатеран у ћошак тешком ситуацијом (у ЈАР-у апартхејд, у Зимбабвеу расистичка влада Ијана Смита), председник Хама је томе врло брзо доскочио. Оријентисао се на извоз три главна производа своје земље, а то су говедина, бакар и дијаманти. Након открића големог лежишта дијаманата у Орапи, економски раст био је највећи на свету. Приходи од извоза улагани су у дефицитарна подручја: инфраструктура, здравство и просвета.
Председник Хама је донео мир и стабилност у годинама формирања свог народа. Донео је и строге законе против корупције. Сматра се оцем данашње демократске Боцване.
Пре смрти, Серетсе Хама играо је важну улогу у независности Зимбабвеа (која је постигнута недуго пре његове смрти). Умро је у Габоронеу у доби од 59 година. Узрок смрти је био рак гуштераче.
На спроводу му је 40.000 људи одало почаст, а сахрањен је у родном месту.
Надживели су га супруга и син.